# Abbaye de Waverley
L’abbaye de Waverley (en anglais The Abbey of the Blessed Mary of Waverley) est une ancienne abbaye cistercienne située à proximité de Farnham, dans le district de Waverley (Surrey), en Angleterre. Comme la plupart des abbayes britanniques, elle a été fermée par Henry VIII durant la campagne de dissolution des monastères.

## Localisation

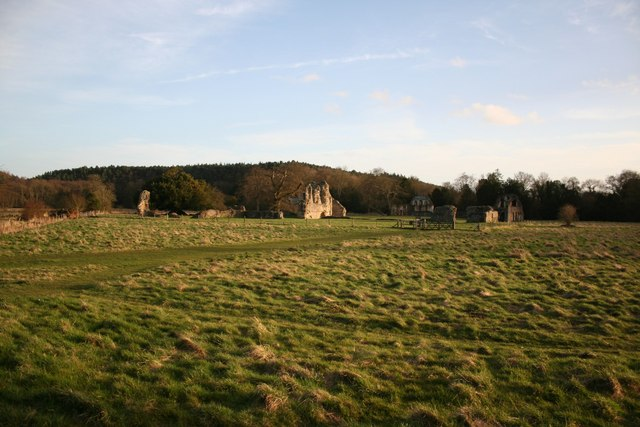
L'emplacement des ruines de l'abbaye de Waverley

L'abbaye de Waverley est située dans le Surrey, le long de la rivière Wey, à trois kilomètres au sud-est de Farnham.

## Histoire

### Fondation
L'abbaye de Waverley est la première abbaye cistercienne fondée en Angleterre. C'est un groupe de douze moines, en plus de l'abbé (selon la tradition cistercienne), venant de l'Abbaye de l'Aumône en Normandie, qui fonde l'abbaye en 1128. C'est à la requête de Guillaume Giffard, évêque de Winchester, qu'est fondée l'abbaye, officiellement le 24 novembre.
La préséance de Waverley sur toutes les autres fondations cisterciennes anglaises est un temps remise en cause par la communauté de Furness ; mais, en 1232, une décision du chapitre général établit que Waverley est bien la première abbaye chronologiquement établie par l'Ordre en Angleterre.

### Moyen Âge
L'abbaye est dotée, recevant notamment des terres de pâtures et de prairies ainsi que des droits d'exploitation de forêts, de sable et de pierre. Quelques granges sont également incluses dans les possessions de l'abbaye. Toutes les concessions jusqu'en 1147 sont confirmées par une bulle du pape Eugène III, dans laquelle l'abbaye est en outre exemptée du paiement de la dîme pour certaines activités agricoles. En parallèle, les souverains anglais confirment également ces privilèges, notamment Étienne, Richard Cœur de Lion et Jean sans Terre
Ce dernier, en conflit violent avec le pape au point que l'interdit avait été prononcé par ce dernier sur l'ensemble du pays, était initialement fort prévenu contre les cisterciens. Toutefois, après un séjour à Waverley en 1208, Jean est favorablement impressionné par les moines et adoucit, au moins provisoirement, sa politique. En 1210, il relance le conflit et menace Waverley, allant jusqu'à produire des faux documents prétendument rédigés par l'abbé. Le conflit ne s'apaise qu'en 1214, avec le règlement du conflit entre Jean et le Saint-Siège. Son successeur Henri III est en bons termes avec Waverley et même admis comme membre associé de l'ordre.
Les nombreuses donations ne font pourtant pas de Waverley une abbaye particulièrement riche : en 1291, les biens temporels du monastère représentent 98 livres, 1 sou et 8 deniers. Du fait des difficultés financières, la construction de l'abbaye représente un long chantier. Le 10 juillet 1214, l'abbatiale dessinée par William de Broadwater n'est pas encore terminée, mais cinq autels sont consacrés. En revanche, la croissance spirituelle de l'abbaye est très rapide : en 1187, elle compte 70 moines et 120 frères convers ; par ailleurs, elle a déjà fondé cinq abbayes-filles : Garendon en 1133, Thame en 1138, Forde en 1141, Bruern en 1147 et Coombe en 1150.
Si l'abbaye est modérément aisée, c'est aussi en raison des nombreuses catastrophes qui l'affligent, notamment des inondations de 1233 et de 1265, des mauvaises saisons et des pertes de récoltes, notamment en 1201 après une violente tempête. La gestion financière du monastère semble avoir été rigoureuse, ce qui a permis à la communauté monastique de surmonter ces épreuves. Notamment, le tarissement en 1216 de la source originelle nommée Ludwell et utilisée depuis 1179 est rapidement compensée par la découverte, effectué par le frère Simon, d'une nouvelle source, nommée puits Sainte-Marie.
L'influence spirituelle de l'abbaye s'illustre dans d’autres domaines. Ainsi, un cordonnier ayant choisi de venir exercer son activité à l'abbaye est arrêté par les autorités civiles le 8 août 1240 dans l'enceinte de l'abbaye. Y voyant une tentative de remettre en cause le droit d'asile, la communauté tout entière choisit d'interrompre ses célébrations jusqu'à l'obtention d'une réparation, demandée par l'abbé Walter Giffard au légat Othon

### Liste des abbés connus
- John, mort en 1128
- Gilbert, abbé en 1128 et 1129
- Henry, mort en 1182
- Henry of Chichester, élu en 1182, renonce à sa charge en 1187
- Christopher précédemment abbé de Bruern, élu en 1187 et destitué en 1196
- John, élu en 1196 et mort en 1201
- John, ancien cellérier, élu en 1201 et mort en 1216
- Adam, ancien sous-prieur élu en 1216, renonce à sa charge en 1219
- Adam, ancien abbé de Garendon, élu en 1219, renonce à sa charge en 1236
- Walter Giffard, ancien abbé de Biddlesden, élu en 1236, mort en 1252
- Ralph, ancien abbé de Dunkeswell, élu en 1252, renonce à sa charge en 1266
- William de London, élu en 1266
- William de Hungerford, qui renonce à sa charge en 1276
- Hugh de Leukenor, élu en 1276, mort en 1285
- Philip de Bedwinde, élu en 1285
- William, attesté en 1316
- Robert, attesté en 1335
- John, attesté en 1344
- John, attesté en 1349, mort en 1361
- John de Enford attesté en 1385 et 1386
- William Hakeleston, élu en  1386, mort en 1399
- John Brid, élu en 1399 et attesté en 1400
- Henry, attesté en 1433
- William, attesté en 1452
- William Martyn, 1456
- Thomas, attesté en 1478 et en 1500
- William, attesté en 1509
- John, attesté en 1529
- William Alyng, attesté en 1535[6]

### Dissolution du monastère
En 1536, comme de nombreuses autres abbayes anglaises, à la suite de la rupture entre Henry VIII et l'Église catholique, l'abbaye de Waverley est fermée lors de la campagne de dissolution des monastères ; le site est acquis par Sir William Fitzherbert, trésorier de la maison royale, qui réutilise les bâtiments comme carrière de pierre pour bâtir sa propre maison.

## Abbaye

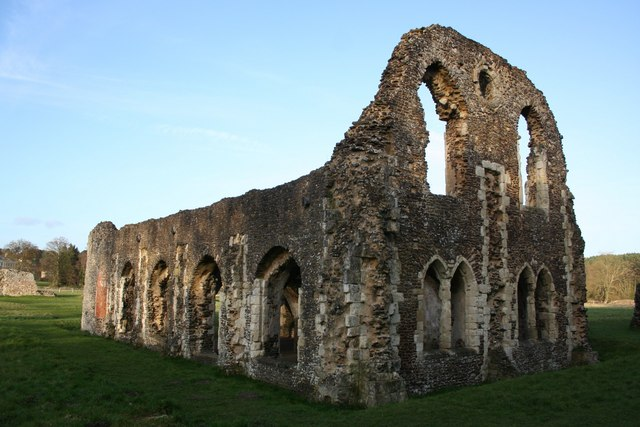
Les restes de l'église abbatiale.

Outre les ruines subsistant des bâtiments, l'abbaye abrite un if remarquable, vainqueur en 2022 de la compétition nationale Arbre de l’année (en).